# Terri Nunn
Terri Nunn (ur. 26 czerwca 1961 w Los Angeles) – amerykańska piosenkarka i aktorka.

## Życiorys
Pod koniec lat 70. XX w. pozowała nago dla magazynu Penthouse jako Betsy Harris. W 1979 przystąpiła do zespołu grającego w stylu new wave o nazwie Berlin. Wkrótce odeszła z zespołu z powodu kariery aktorskiej, jednak w 1981 powróciła do grupy.
Największą popularność przyniosła jej piosenka Take My Breath Away, którą wykorzystano w filmie Top Gun (1986). Inne znane przeboje Nunn: The Metro, No More Words i Masquerade. Dała się poznać także fanom rocka gotyckiego ze współpracy z Andrew Eldritchem przy piosence Under the Gun z płyty A Slight Case of Overbombing. Kontynuuje występy razem z grupą.